# 1937年11月18日月食
1937年11月18日月食为一次在协调世界时1937年11月18日出現的月偏食。該次月食半影食分為1.139、全影食分為0.150。偏食維持了41分。

## 概述
這次月食的食分是3.54，偏食維持了41分。

## 基本參數
- 類型：月偏食
- 食甚資料：
  - 日期：1937年11月18日
  - 時間：8:19
  - 月球位置：赤經3.54度、赤緯20.1度
  - 食分：半影食分：1.139、全影食分：0.150
  - 持續時間：偏食41分

## 外部連結
- NASA月食專頁（页面存档备份，存于）（英文）